# Wereldkampioenschappen boogschieten 1999
De wereldkampioenschappen boogschieten 1999 waren door de Fédération Internationale de Tir à l'Arc (FITA) georganiseerde kampioenschappen voor boogschutters. De 40e editie van de wereldkampioenschappen vond plaats in de Franse stad Riom van 22 tot en met 29 juli 1999.

## Medailles

### Recurve
| Onderdeel             | Goud | Goud                                                | Zilver | Zilver                                 | Brons | Brons                                     |
| --------------------- | ---- | --------------------------------------------------- | ------ | -------------------------------------- | ----- | ----------------------------------------- |
| Mannen (individueel)  | KOR  | Hong Sung-chil                                      | FIN    | Jari Lipponen                          | FRA   | Lionel Torres                             |
| Mannen (team)         | ITA  | Matteo Bisiani Ilario Di Buò Michele Frangilli      | KOR    | Hong Sung-chil Jang Yong-ho Kim Bo-ram | USA   | Jay Barrs Richard Johnson Victor Wunderle |
| Vrouwen (individueel) | KOR  | Lee Eun-kyung                                       | GBR    | Alison Williamson                      | KOR   | Kim Jo-sun                                |
| Vrouwen (team)        | ITA  | Giovanna Aldegani Cristina Ioriatti Natalia Valeeva | CHN    | He Ying Lin Sang Yu Hui                | GER   | Britta Buehren Wiebke Nulle Sandra Sachse |

### Compound
| Onderdeel             | Goud | Goud                                     | Zilver | Zilver                                     | Brons | Brons                                            |
| --------------------- | ---- | ---------------------------------------- | ------ | ------------------------------------------ | ----- | ------------------------------------------------ |
| Mannen (individueel)  | USA  | Dave Cousins                             | GBR    | Stephen Gooden                             | HUN   | Tibor Ondrik                                     |
| Mannen (team)         | USA  | Dave Cousins Lawrence Wilde Logan Wilde  | HUN    | Tibor Ondrik János Povázsan Antal Szokol   | GBR   | Stephen Gooden Michael Peart Chris White         |
| Vrouwen (individueel) | FRA  | Catherine Pellen                         | TPE    | Shish Ya-ping                              | ITA   | Fabiola Palazzini                                |
| Vrouwen (team)        | TPE  | Huang Chong-yu Shih Pei-yi Shish Ya-ping | NED    | Irma Luyting Marjon Pigney Anne Marie Puts | GER   | Astrid Hänschen Christina Knoebel Bettina Thiele |

### Medaillespiegel
| Plaats | Land                | Goud | Zilver | Brons | Totaal |
| 1      | Zuid-Korea          | 2    | 1      | 1     | 4      |
| 2      | Italië              | 2    | 0      | 1     | 3      |
| 2      | Verenigde Staten    | 2    | 0      | 1     | 3      |
| 4      | Chinees Taipei      | 1    | 1      | 0     | 2      |
| 5      | Frankrijk           | 1    | 0      | 1     | 2      |
| 6      | Verenigd Koninkrijk | 0    | 2      | 1     | 3      |
| 7      | Hongarije           | 0    | 1      | 1     | 2      |
| 8      | China               | 0    | 1      | 0     | 1      |
| 8      | Finland             | 0    | 1      | 0     | 1      |
| 8      | Nederland           | 0    | 1      | 0     | 1      |
| 11     | Duitsland           | 0    | 0      | 2     | 2      |
| Totaal | Totaal              | 8    | 8      | 8     | 24     |